# Paolo Cirino Pomicino
Paolo Cirino Pomicino (n. 3 septembrie 1939, Napoli, Italia) este un om politic italian, membru al Parlamentului European în perioada 2004-2009 din partea Italiei.
1. ↑  Deputații în Parlamentul European